# Haakon Ellingsen (zanger)
Haakon Ellingsen is een Noorse singer-songwriter. De stijl waarin hij componeert en zingt is niet eenduidig aan te geven. In zijn begintijd een hang naar psychedelisch, maar ook laterfolky soms met symfonische inslag. Hij laat zich af en toe ook begeleiden door bijvoorbeeld strijkinstrumenten. Zijn muziek is wel te vergelijken met de soloalbums van Dave Cousins.
Van 1992 tot 1995 was hij lid van de The Last James; later zat hij in bandjes als WHEN en The Lilloos. Hij is voornamelijk is Noorwegen bekend; The Last James waren "wereldberoemd" in Noorwegen.

## Discografie
- 1993: The Last James
- 1996: The Last James: Kindergarten
- 1997: The Gramophones: The Last Dreamer
- 2001: Minstrel
- 2004: What is to come
- 2005: Bounty
- 2007: WHEN: Trippy Happy
- 2008: The Plum Album (27 oktober)